# Даніель-Кофі К'єре
Даніель-Кофі К'єре (англ. Daniel-Kofi Kyereh, нар. 8 березня 1996, Аккра) — німецький і ганський футболіст, нападник «Фрайбурга» і національної збірної Гани.

## Клубна кар'єра
Народився 8 березня 1996 року в Аккрі в родині ганця і німкені. Немовлям переїхав на батьківщину матері, де згодом займався футболом в структурах клубів «Айнтрахт» (Брауншвейг) та «Вольфсбург».
У дорослому футболі дебютував 2014 року виступами за нижчоліговий «Гафельзе», в якому провів чотири сезони, взявши участь у 61 матчі чемпіонату.
Протягом 2018—2020 років захищав кольори клубу «Веен» на рівні Третьої і Другої Бундесліг.
2020 року перейшов до друголігового ж «Санкт-Паулі». Відіграв за цей гамбурзький клуб наступні два сезони своєї ігрової кар'єри. Більшість часу, проведеного у складі «Санкт-Паулі», був основним гравцем атакувальної ланки команди. У складі «Санкт-Паулі» був одним з головних бомбардирів команди, мав середню результативність на рівні 0,33 гола за гру першості.
Влітку 2022 року за 4,5 мільйона євро перейшов до «Фрайбурга».

## Виступи за збірну
2021 року дебютував в офіційних матчах у складі національної збірної Гани. Того ж року був у її складі учасником Кубка африканських націй в Камеруні, де вже був основним гравцем.
2022 року був включений до заявки національної команди на тогорічний чемпіонат світу в Катарі.
| Дата       | Місто     | Господарі | Результат | Гості             | Турнір                                   | Голи | Примітки |
| ---------- | --------- | --------- | --------- | ----------------- | ---------------------------------------- | ---- | -------- |
| 3-9-2021   | Кейп-Кост | Гана      | 1 – 0     | Ефіопія           | Відбір до ЧС 2022                        | -    | 62'      |
| 9-10-2021  | Кейп-Кост | Гана      | 3 – 1     | Зімбабве          | Відбір до ЧС 2022                        | -    | 79'      |
| 12-10-2021 | Хараре    | Зімбабве  | 0 – 1     | Гана              | Відбір до ЧС 2022                        | -    | 60'      |
| 11-11-2021 | Совето    | Ефіопія   | 1 – 1     | Гана              | Відбір до ЧС 2022                        | -    | 77'      |
| 14-11-2021 | Кумасі    | Гана      | 1 – 0     | ПАР               | Відбір до ЧС 2022                        | -    | 78'      |
| 10-1-2022  | Яунде     | Марокко   | 1 – 0     | Гана              | Кубок африканських націй 2021 - 1-й етап | -    | 86'      |
| 14-1-2022  | Яунде     | Габон     | 1 – 1     | Гана              | Кубок африканських націй 2021 - 1-й етап | -    | 59'      |
| 18-1-2022  | Гаруа     | Гана      | 2 – 3     | Коморські Острови | Кубок африканських націй 2021 - 1-й етап | -    |          |
| 25-3-2022  | Кумасі    | Гана      | 0 – 0     | Нігерія           | Відбір до ЧС 2022                        | -    | 82'      |
| 29-3-2022  | Абуджа    | Нігерія   | 1 – 1     | Гана              | Відбір до ЧС 2022                        | -    | 46'      |
| 1-6-2022   | Кейп-Кост | Гана      | 3 – 0     | Мадагаскар        | Відбір до Кубка африканських націй 2023  | -    | 76'      |
| 5-6-2022   | Луанда    | ЦАР       | 1 – 1     | Гана              | Відбір до Кубка африканських націй 2023  | -    | 66' 89'  |
| 23-9-2022  | Гавр      | Бразилія  | 3 – 0     | Гана              | товариський матч                         | -    | 83'      |
| 27-9-2022  | Лорка     | Нікарагуа | 0 – 1     | Гана              | товариський матч                         | -    |          |
| 17-11-2022 | Абу-Дабі  | Гана      | 2 – 0     | Швейцарія         | товариський матч                         | -    | 62'      |
| Усього     |           | Матчів    | 15        |                   | Голів                                    | 0    |          |